# Abbaye de Brunnenburg
L'abbaye de Brunnenberg est une ancienne abbaye bénédictine près de Bremberg, dans le Land de Rhénanie-Palatinat et le diocèse de Limburg.

## Histoire
Il ne reste plus aujourd'hui que les ruines du chœur, du massif occidental et de la nef.
Le monastère est fondé vers 1200 par la fille du comte Gisela von Katzenelnbogen, une nièce du comte von Arnstein. La fondation du monastère est très liée à la fondation de l'abbaye d'Arnstein par les Prémontrés à Obernhof. L'abbaye de Brunnenberg est mentionnée pour la première fois en 1224 sous le nom d'abbaye de "Brunenburc".
L'abbaye de Brunnenberg est dissoute au cours de la Réforme en 1542 et tombe rapidement en ruines. La Lahnhöhenweg avec le chemin de la Lahn (étape du pèlerinage de Saint-Jacques-de-Compostelle), le Sentier européen E1 et la route régionale des abbayes conduisent à ce site historique, à partir duquel s'ouvre une belle vue sur la vallée de la Lahn.